# Mecklenburgische Monatshefte
Die Mecklenburgischen Monatshefte mit dem Untertitel Zeitschrift zur Pflege heimatlicher Art und Kunst waren eine heimatkundliche Zeitschrift in Mecklenburg, die von 1925 bis 1943 erschien.

## Geschichte
Der Schriftsteller und Lehrer Johannes Gillhoff zog 1924 nach seiner Pensionierung zurück in seine Heimat nach Ludwigslust. Ursprünglich hatte er geplant, an einer Art Fortsetzung seines Romans Jürnjakob Swehn der Amerikafahrer zu schreiben, doch „nun ist mir Hinstorffs Antrag betr. Herausgabe der neuen Monatshefte wieder dazwischen gekommen“. Das erste Heft der Mecklenburgischen Monatshefte erschien im Januar 1925 im vom Otto Kärst geleiteten Heimatverlag der Hinstorff'schen Hofbuchhandlung Ludwigslust, der Ludwigsluster Niederlassung des Rostocker Hinstorff Verlags. Aus finanziellen Gründen verkaufte Kärst zum 1. Mai 1925 die Ludwigsluster Verlagsanteile an Peter E. Erichson, der bereits 1907 die Hinstorffsche Druckerei übernommen hatte. Kärst ging als Mitarbeiter an den neuen Verlagsitz nach Rostock und war für den Anzeigenteil der Monatshefte zuständig. Verantwortlicher Herausgeber blieb Johannes Gillhoff.
Die Monatshefte enthielten eine Mischung aus regionaler Literatur, heimatkundlichen Artikeln, Arbeiten zur Natur und Geschichte Mecklenburgs sowie biographische Texte. Regelmäßig erschienen Untersuchungen zur niederdeutschen Sprache von Richard Wossidlo oder Hermann Teuchert. Werke namhafter bildender Künstler wie Carl Malchin, Fritz Koch-Gotha, Margarete Scheel und Ernst Barlach wurden vorgestellt. Auch an die Qualität von Papier und Druck stellte Gillhoff hohe Ansprüche.
1930 starb Gillhoff. Die Hefte erschienen zunächst unter Leitung des Kunstwissenschaftlers Oscar Gehrig.
Nach 1933 waren die Monatshefte einer zunehmenden Gleichschaltung durch das nationalsozialistische Regime ausgesetzt. Bis September 1936 (12. Jahrgang, 141. Heft) konnten sie noch bei Carl Hinstorffs Verlag in Rostock erscheinen. Nachdem sich Erichson bei den Machthabern zunehmend unbeliebt gemacht hatte, mussten die Monatshefte ab Oktober 1936 (142. Heft) im regimetreuen Verlag Niederdeutscher Beobachter Schwerin erscheinen, zunächst unter dem Titel Monatshefte Mecklenburg-Lübeck, 1937/38 als Monatshefte für Mecklenburg. Danach wurde der alte Titel wieder eingeführt. 1943 stellte die Zeitschrift endgültig ihr Erscheinen ein.
In der Zeit des Nationalsozialismus ist 1936/37 kurzzeitig der Schriftsteller Friedrich Griese Herausgeber der Monatshefte gewesen. Griese übernahm die Herausgeberschaft mit großen Erwartungen am 1. Oktober 1936 und gab sie zum 1. April 1937 tief enttäuscht wieder ab, wie Briefzeugnisse aus dieser Zeit belegen.
An seinen langjährigen Freund Wilhelm Bolland, Forstgeometer und NSDAP-Mitglied in Schwerin, schrieb Griese: „Die Monatshefte? Das habe ich nicht gern getan, Willem Bolland, ich habe da viele Swulitäten vorausgesehen, zum Teil sind sie schon eingetreten, u andere werden gern nachfolgen. Darüber reden wir einmal, wenn Sie hier sind. Die Hauptsache meiner Arbeit wird sein, bestimmte Dinge zu verhüten u so viel Gutes hineinzubringen wie irgend möglich. Dies ist nur für Sie bestimmt.“
Einem ebenfalls langjährigen Freund, Paul Brockhaus, Herausgeber des Jahrbuches Der Wagen in Lübeck, schilderte Griese gegen Ende seiner Herausgeberzeit seine Enttäuschung: „Ich sollte veranlaßt werden, aus einer Heimatzeitschrift eine politische zu machen. Ich hatte mir seinerzeit alle Zusicherungen geben lassen, aber dann schalteten sich alle möglichen Unterorganisationen [der NSDAP] ein, die Geldgeber waren, und damit begann der äußere und innere Druck. Ich habe von vornherein nicht im geringsten nachgegeben, aber dann wurde der Gauleiter mit herangezogen, und dadurch schleppte sich die Angelegenheit in zuweilen unerträglicher Weise hin. Schriftleiter Wilhelm Bartholdy arbeitete in ziemlich abscheulicher Weise; und weil es mir dann nicht anders möglich war, kündigte ich die Herausgeberschaft auf. Ich habe auch auf die Hefte Januar/März keinen Einfluß mehr genommen und dem Verlag nur noch meinen Namen gelassen, um den Krach nicht gar zu offenkundig werden zu lassen. Im April-Heft wird nun eine kurze Notiz erscheinen, die ich – auch wieder nach langem Kampf – so durchgesetzt habe, wie sie nun aussieht. Damit ist diese Angelegenheit nun abgeschlossen; und der Sache wegen tut es mir leid, ich hatte allerlei Gutes vor. Im Grunde etwas sehr Lächerliches: man fängt am 1. Oktober etwas an, um es am 1. April wieder abzugeben; aber wenn ich nicht 'untreu' werden wollte, mußte ich so handeln.“
In den Jahren 1956/57 gab es in der DDR einen kurzzeitigen Versuch der Wiederbelebung als Neue Mecklenburgische Monatshefte. Die Reihe wurde aber nach nur acht Ausgaben wieder eingestellt.

## Themenhefte
In der Reihe der Mecklenburgischen Monatshefte sind zahlreiche Ausgaben als thematische Schwerpunkthefte erschienen, vom Verlag als „Sondernummern“ bezeichnet. Erschienen sind:
Die Mecklenburgische Ostseeküste (Juni/Juli 1925); Röbel, Zur 700-Jahr-Feier (Juni 1926); Mecklenburgs Jagd (August 1926); Rostock, die See- und Hansestadt (November 1926); Das Land Mecklenburg-Strelitz (Mai 1927); Ludwigslust (September 1927); „Haus und Wohnung“ (November 1927); Hagenow (März 1928); Schwerin, die Landeshauptstadt (Mai 1928); Güstrow, die Vorderstadt (November 1928); Die Mecklenburgische Schweiz (Mai 1928); Doberan, zum 50-jährigen Stadtjubiläum (Juli 1929); Die Seestadt Wismar (Oktober 1929); Land Ratzeburg (Juni 1930); Um Mecklenburgs Seen (Juli 1930); „Das Brot“ (September 1930); Das Handwerk in Mecklenburg (November 1930); Der Rundfunk und Mecklenburg (Januar 1931); Dargun, Stadt, Schloß und Kloster (März 1931); Neukloster (Mai 1931); Brunshaupten, das Ostseebad (Juni 1931); Zweites Ostsee-Heft (Juli 1931); Rehna (April 1932); Kloster Rühn (Juni 1932); „Mecklenburger Land und Leute“ (Juli 1932); Bad Kleinen (Februar 1933); Sülze, das Sol- und Moorbad (März 1933); Unsere Heimat Mecklenburg (April 1933); 200 Jahre Neustrelitz (Mai 1933); Die Stadt Warin (Juni 1933); Siedlung – Neubildung deutschen Bauerntums (November 1933); Die Vorderstadt Parchim (März 1934); Die Seestadt Rostock (September 1936).

## Titelei
Den Titel „Mecklenburgische Monatshefte“ trug die Zeitschrift zu Beginn und zu Ende ihres Erscheinens. In den Umbenennungen dazwischen erwies sich der Namensteil „Monatshefte“ als einzige Konstante. Als „Mecklenburgische Monatshefte“ erschien die Zeitschrift von Januar 1925 (1. Jahrgang, 1. Heft) bis  September 1936 (12. Jahrgang, 141. Heft) und dann wieder von Januar 1939 (15. Jahrgang, 169. Heft) bis Januar 1943 (19. Jahrgang, 205. Heft). Zwischen Oktober 1936 (12. Jahrgang, 142. Heft) und Dezember 1936 (12. Jahrgang, 144. Heft) lautete der Titel „Monats-Hefte Mecklenburg-Lübeck“. Die drei Monate von Januar 1937 (13. Jahrgang, 145. Heft) bis März 1937 (13. Jahrgang, 147. Heft) brachten eine Anpassung an die ursprüngliche Schreibweise des Titels im ersten Namensbestandteil: „Monatshefte Mecklenburg-Lübeck“. Von April 1937 (13. Jahrgang, 148. Heft) bis Dezember 1938 (14. Jahrgang, 168. Heft) trug die Zeitschrift den Titel „Monatshefte für Mecklenburg“.
Der Untertitel „Zeitschrift zur Pflege heimatlicher Art und Kunst“ zierte zu keinem Zeitpunkt das Titelblatt und ist nur den vom Verlag zum Ende eines Jahrgangs den Heften beigefügten Inhaltsverzeichnissen zu entnehmen. Unter dem Titel stand stattdessen von Januar 1925 (1. Jahrgang, 1. Heft) bis Februar 1930 (6. Jahrgang, 2. Heft) die Zeile „Herausgegeben von Johannes Gillhoff“. Nach dem Tod Gillhoffs im Januar 1930 wurde der Untertitel mit dem Märzheft 1930 (6. Jahrgang, 3. Heft) in „Begründet von Johannes Gillhoff“ geändert. Dieser Untertitel hatte Bestand bis September 1936 (12. Jahrgang, 141. Heft). Von Oktober 1936 (142. Heft) bis März 1937 (13. Jahrgang, 147. Heft) stand der Schriftsteller Friedrich Griese als Herausgeber im Untertitel. Unter dem Namen des neuen Herausgebers erschien nunmehr ein vierzeiliger Hinweis „Amtliche Mitteilungen für Kultur- und Heimatpflege der Gauleitung Mecklenburg-Lübeck der NSDAP., des Heimatdienstes Gau Mecklenburg-Lübeck e. V. in der NS.-Kulturgemeinde Gau Mecklenburg-Lübeck, der Landesstelle Mecklenburg-Lübeck des Reichsministeriums für Volksaufklärung u. Propaganda, des Meckl. Staatsministeriums, des Deutschen Gemeindetages Landesdienststelle Mecklenburg und des Senats der Freien und Hansestadt Lübeck“. Mit dem Aprilheft 1937 (13. Jahrgang, 148. Heft) entfiel der Hinweis auf den Lübecker Senat. Von Oktober 1937 (154. Heft) bis März 1938 (14. Jahrgang, 159. Heft) erschienen die Monatshefte gänzlich ohne Untertitel.
Mit dem Aprilheft 1938 (160. Heft bis zum 19. Jahrgang, 205. Heft) wies sich dann der Nationalsozialistische Schulungsverein e. V., Schwerin, im Untertitel als Herausgeber aus. Von April 1938 bis Mai 1940 (16. Jahrgang, 185. Heft) wurden im Untertitel zusätzlich „Ständige Mitarbeiter“ aufgeführt: Rudolf Ahlers (Schwerin), Georg von Arnswaldt (Schwerin), Willi Bastian (Schwerin), Robert Beltz (Schwerin), Carl von Bremen (Wustrow), Kurd von Bülow (Rostock), Carl August Endler (Schwerin), Willi Flemming (Rostock), Hans Franck (Frankenhorst), Johann Ulrich Folkers (Rostock), Bruno Hollmann (Schwerin), Walter Lehmbecker (Wismar), Hugo Lübeß (Wismar, später Neubrandenburg), Walter Pegel (Ludwigslust), Ernst Schlüter (Rostock), Friedrich Schmidt (Berlin, später München), Paul Steinmann (Schwerin), Georg Tessin (Schwerin), Richard Wossidlo (Waren). Zu diesem Kreis stießen später hinzu: Gerhard Ringeling, Bad Doberan (ab 14. Jahrgang, 161. Heft) sowie Julius Becker (Rostock), Johannes Gosselck (Rostock) und Ernst Meyer, Neustrelitz (ab 15. Jahrgang, 172. Heft). Mit dem Tod von Richard Wossidlo im Jahr 1939 entfiel dessen Eintrag (mit 15. Jahrgang, 174. Heft).

## Herausgeber
Die vollständige Liste der im Untertitel oder im Impressum der Monatshefte genannten Herausgeber umfasst:
- Johannes Gillhoff (1. Jahrgang, 1. Heft bis 6. Jahrgang, 2. Heft)
- Oscar Gehrig unter Mitwirkung von Ursel Brückner und Otto Kärst (6. Jahrgang, 2. Heft bis 11. Jahrgang, 127. Heft)
- Oscar Gehrig und Otto Kärst (11. Jahrgang, 128. Heft bis 12. Jahrgang, 141. Heft)
- Friedrich Griese, Rethus bei Parchim (12. Jahrgang, 142. Heft bis 13. Jahrgang, 147. Heft)
- Nationalsozialistischer Schulungsverein e. V., Schwerin i.M. (14. Jahrgang, 160. Heft bis 19. Jahrgang, 205. Heft).

## Redaktion
Die Redaktion der Monatshefte hat die längste Zeit bei Johannes Gillhoff und Otto Kärst gelegen. Die personelle Abfolge in der redaktionellen Leitung der Monatshefte:
- Für die Schriftleitung verantwortlich: Johannes Gillhoff, Ludwigslust (1. Jahrgang, 1. Heft bis 6. Jahrgang, 1. Heft).
- Für den gesamten Inhalt verantwortlich: Otto Kärst, Rostock (6. Jahrgang, 2. Heft bis 12. Jahrgang, 141. Heft).
- Zusammenstellung: Dieses Heft ist zusammengestellt unter Mitwirkung der Presse- und Propagandastelle der Seestadt Rostock, verantwortlicher Schriftleiter Ernest A. Hefke (12. Jahrgang, 141. Heft).
- Verantwortlich für den Inhalt: Wilhelm Bartholdy, Schwerin (12. Jahrgang, 142. Heft bis 13. Jahrgang, 153. Heft). Schriftleitung: Wilhelm Bartholdy, Otto Kärst und Otto Brinckmann, sämtlich in Schwerin (12. Jahrgang, 142. Heft bis 13. Jahrgang, 153. Heft).
- Verantwortlich für den Inhalt: Heinrich Schmidt, Schwerin (13. Jahrgang, 154. Heft bis 14. Jahrgang, 159. Heft).
- Schriftleitung: Heinrich Schmidt und Otto Brinckmann, beide in Schwerin (13. Jahrgang, 154. Heft bis 14. Jahrgang, 159. Heft).
- Verantwortlicher Schriftleiter: Otto Kärst, Schwerin (14. Jahrgang, 160. Heft bis 16. Jahrgang, 184. Heft, Hefte 185–189 ohne Impressum).
- Verantwortlicher Hauptschriftleiter: Henning Duderstadt, Schwerin (16. Jahrgang, 190. Heft bis 17. Jahrgang, 199. Heft).
- Verantwortlich für den gesamten Inhalt: Franz Rullmann, Schwerin (17. Jahrgang, 200. Heft bis 18. Jahrgang, 201. Heft).
- Verantwortlich für den gesamten Inhalt: Rudolf Ahlers, Bad Kleinen (18. Jahrgang, 202. Heft bis 19. Jahrgang, 205. Heft).

## Anzeigenverwaltung
Über 19 Jahrgänge verantworteten nur zwei Personen die Anzeigenverwaltung. Über einen längeren Zeitraum wies das Impressum der Monatshefte keine Anzeigenverwaltung aus.
- Für den Anzeigenteil verantwortlich: Otto Kärst, Ludwigslust (1. Jahrgang, 1. Heft bis 1. Jahrgang, 4. Heft).
- Anzeigenverwaltung: Schwerin i. M., Wismarsche Straße 48 (1. Jahrgang, 3. und 4. Heft).
- Für den Anzeigenteil verantwortlich: Otto Kärst, Rostock (1. Jahrgang, 5. Heft bis 6. Jahrgang, 1. Heft).
- Keine Angaben (6. Jahrgang, 2. Heft bis 12. Jahrgang, 141. Heft).
- Für den Anzeigenteil verantwortlich: Karl Friedrich Gebert (12. Jahrgang, 142. Heft bis 16. Jahrgang, 184. Heft, Hefte 185–189 ohne Impressum).
- Verantwortlich für die Anzeigen: Karl-Friedrich Gebert, Schwerin (im Heeresdienst), i. V. Bruno Hanke, Schwerin (16. Jahrgang, 190. Heft bis 19. Jahrgang, 205. Heft).

## Verlag
Die Hefte Januar bis April 1925 (1. Jahrgang, 1. bis 4. Heft) wurden im Heimatverlag der Hinstorffschen Hofbuchhandlung, O. Kärst, in Ludwigslust verlegt. Mit dem Maiheft 1925 (1. Jahrgang, 5. Heft) gingen die Hefte auf Carl Hinstorffs Verlag in Rostock über und verblieben dort bis zum Septemberheft 1936 (12. Jahrgang, 141. Heft). Alle folgenden Hefte (12. Jahrgang, 142. Heft bis 19. Jahrgang, 205. Heft) sind im Verlag „Niederdeutscher Beobachter“ in Schwerin erschienen.

## Druck
Die Hefte Januar bis März 1925 (1. Jahrgang, 1. bis 3. Heft) wurden in der Bärensprungschen Hofbuchdruckerei in Schwerin gedruckt. Mit dem Aprilheft 1925 (1. Jahrgang, 4. Heft) ging der Druck auf die Carl Hinstorffsche bzw. Carl Hinstorffs Hofbuchdruckerei über und verblieb dort bis zum Septemberheft 1936 (12. Jahrgang, 141. Heft). Alle folgenden Hefte (12. Jahrgang, 142. Heft bis 19. Jahrgang, 205. Heft) druckte der Verlag „Niederdeutscher Beobachter“ in Schwerin.

## Auflage
Die Höhe der Auflage ist den Mecklenburgischen Monatsheften bis zum Januar 1934 (10. Jahrgang, 109. Heft) nicht zu entnehmen. Im Februarheft 1934 (11. Jahrgang, 110. Heft) wird die Druckauflage im Impressum erstmals für das vierte Quartal 1933 angegeben. Mit dem Septemberheft 1939 (15. Jahrgang, 177. Heft) wurde die Veröffentlichung der Druckauflage aufgegeben. Diese bewegte sich in den genannten Jahren zwischen 2.000 und 4.500 Exemplaren. Einzelne Hefte erreichten weit höhere Auflagen. Die Auflagenentwicklung im Einzelnen:
- Druckauflage 4. Vierteljahr 1933: 3.425 Ex.
- Druckauflage 4. Vierteljahr 1933: 2.650 Ex.
- Druckauflage 1. Vierteljahr 1934: 2.645 Ex.
- Druckauflage 2. Vierteljahr 1934: 2.523 Ex.
- Druckauflage 3. Vierteljahr 1934: 2.383 Ex.
- Druckauflage 10. Jahrgang, 119. Heft (November 1934): 4.900 Ex.
- Druckauflage 4. Vierteljahr 1934: 2.533 Ex.
- Druckauflage 1. Vierteljahr 1935: 2.383 Ex.
- Druckauflage 2. Vierteljahr 1935: 2.283 Ex.
- Druckauflage 3. Vierteljahr 1935: 2.192 Ex.
- Druckauflage 4. Vierteljahr 1935: 2.200 Ex.
- Druckauflage 1. Vierteljahr 1936: 2.117 Ex.
- Druckauflage 2. und 3. Vierteljahr 1936: 2.283 Ex.
- Druckauflage 12. Jahrgang, 141. Heft (September 1936): 6.300 Ex.
- Druckauflage 12. Jahrgang, 142. Heft (Oktober 1936): 10.000 Ex.
- Druckauflage 12. Jahrgang, 143. Heft (November 1936): 4.000 Ex.
- Druckauflage 4. Vierteljahr 1936: 3.250 Ex.
- Druckauflage 1. Vierteljahr 1937: 2.400 Ex.
- Druckauflage 2. Vierteljahr 1937: 2.200 Ex.
- Druckauflage 3. Vierteljahr 1937: 2.067 Ex.
- Druckauflage 4. Vierteljahr 1937: 4.500 Ex.
- Druckauflage 1. Vierteljahr 1938: 2.200 Ex.
- Druckauflage 2. Vierteljahr 1938: 2.000 Ex.
- Druckauflage 14. Jahrgang, 165. Heft (September 1938): 5.500 Ex.
- Druckauflage 3. Vierteljahr 1938: 3.367 Ex.
- Druckauflage 4. Vierteljahr 1938: 2.166 Ex.
- Druckauflage 1. Vierteljahr 1939: 2.750 Ex.
- Druckauflage 15. Jahrgang, 174. Heft (Juni 1939): 10.000 Ex.
- Druckauflage 2. Vierteljahr 1939: 5.900 Ex.

## Preis
Angaben zum Preis eines einzelnen Heftes oder eines Jahresabonnements für zwölf Hefte enthalten die Mecklenburgischen Monatshefte bis Dezember 1932 nicht. Im Januarheft 1933 wird der Preis des Einzelheftes erstmals mit 0,90 Reichsmark angegeben. Das Oktoberheft 1936 (12. Jahrgang, 142. Heft) nennt einen Preis von 0,70 Reichsmark. Mit dem Novemberheft 1937 (13. Jahrgang, 154. Heft) wurde dieser Preis weiter auf 0,55 Reichsmark reduziert und der Vierteljahrespreis auf 1,65 Reichsmark festgesetzt. Dieser Quartalspreis galt auch nach der Umstellung auf vierteljährliches Erscheinen im Juli 1941.

## Erscheinen
Die Zeitschrift ist von Januar 1925 (1. Jahrgang, 1. Heft) bis Juli 1941 (17. Jahrgang, 198. Heft) monatlich erschienen, von Juli 1941 (17. Jahrgang, 198. Heft) bis Januar 1943 (19. Jahrgang, 205. Heft) vierteljährlich. Von Januar 1925 bis Dezember 1932 (8. Jahrgang, 12. Heft) zählten die Hefte jedes Jahrgangs von 1 bis 12. Die Ausgabe vom Januar 1933 (9. Jahrgang) ist mit 97. Heft bezeichnet, die letzte vom Januar 1943 mit 205. Heft.